# Apple A7
Az Apple A7 egy 64 bites egylapkás rendszer (SoC), amelyet az Apple Inc. tervezett. Az iPhone 5S-ben jelent meg, amelyet 2013. szeptember 10-én mutattak be. Az Apple azt állítja, hogy ez a csip közel kétszer gyorsabb elődjénél, az Apple A6-nál és grafikai teljesítménye is hasonlóan legfeljebb kétszer akkora lehet. Bár nem ez az első 64 bites ARM CPU, de ez az első közülük, amelyet fogyasztói okostelefonokba vagy táblagépekbe építettek.

## Felépítés
Az A7-es legfőbb jellemzője az Apple által tervezett 64 bites 1,3 –1,4  GHz órajelű ARMv8-A kétmagos CPU, amelyet Cyclone-nak neveztek el. Az ARMv8-A utasításkészletben megkétszerezték a processzor regisztereinek számát az A6-ban alkalmazott ARMv7-hez képest. 31 db. 64 bit széles általános célú regisztert és 32 db. 128 bites lebegőpontos/NEON regisztert tartalmaz.
Az A7-ben található még egy integrált GPU, amely az AnandTech technikai portál elemzése szerint egy PowerVR G6430 négyklaszteres konfigurációban.
Az A7 magonként egy első szintű gyorsítótárat tartalmaz, amelyekben 64 KiB az adatok és ugyancsak 64 KiB az utasítások elérését gyorsítja, egy mindkét CPU mag által közösen használt 1 MiB méretű L2 gyorsítótárat, és egy 4 MiB méretű L3 gyorsítótárat, amely az egész SoC szerkezetet kiszolgálja.
Az A7 magában foglal egy új képfeldolgozó processzort is, ez egy olyan jellemző, amelyet először az A5-ben vezettek be, és feladatai a kamerával kapcsolatos funkciók, mint például képstabilizálás, színkorrekció és fényességkiegyenlítés. Az A7 tartalmaz egy Secure Enclave elnevezésű területet is, amely az iPhone 5s Touch ID ujjlenyomatérzékelőjének adatait tárolja. A Secure Enclave terület adatainak biztonságát valószínűleg az ARM TrustZone/SecurCore technológiája biztosítja. Változás az Apple A6-hoz képest, hogy az A7 SoC nem kezeli a gyorsulásmérő, giroszkóp és iránytű által küldött adatokat. A fogyasztás csökkentése érdekében ezeket a feladatokat az új Apple M7 mozgásfeldolgozó koprocesszorra bízták, ami egy különálló ARM-alapú mikrovezérlő az NXP Semiconductors-tól.
Az A7 elágazásjósló egysége (branch predictor) állítólag egy 1998-as szabalmat sért.

### Apple A7 (APL0698)
Az Apple az A7-es csip APL0698 jelű változatát alkalmazza iPhone 5S-ben és a második generációjú iPad Miniben. Ezt az A7-est a Samsung Electronics gyártja high-κ metal gate (HKMG) 28 nm folyamattal és a csip több mint 1 milliárd tranzisztort tartalmaz egy 102 mm² méretű lapkán. Az ABI Research szerint az A7 1100 mA-t fogyaszt a fixpontos műveletek és 520 mA-t a lebegőpontos műveletek alatt, míg elődje, az iPhone 5 A6-os processzora, 485 mA-t és 320 mA-t. Package on package (PoP) módszerrel készül, 1 GiB LPDDR3 DRAM-mal és 64 bites memória interfésszel a csomagban.

### Apple A7 (APL5698)
Az iPad Air-ben az A7-es csip APL5698 jelű változatát alkalmazzák. Ennek a lapkája elrendezésben és méretében megegyezik az első A7-ével és a Samsung gyártja. Azonban, az A7 első, az iPad Air-ben alkalmazott verziójától eltérően, ez nem package-on-package (PoP) technológiával készül és nincs rajta ráépített RAM. Ehelyett a csipet közvetlenül az alaplapra szerelik, az alaplap másik oldalára szerelt DRAM egységgel. Ezt a csipet fém hőterítő borítja, az Apple A5X-hez és a A6X-hez hasonlóan.

## Apple A7 processzort tartalmazó termékek
- iPhone 5S
- iPad Air
- iPad Mini (2. generáció)

## Galéria
A képek csak illusztrációk.
- A 2013 szeptemberében bevezetett 28 nm-es A7 APL0698 (S5L8960)
- A 2013 októberében bevezetett 28 nm-es A7 APL5698 (S5L8965)

## Lásd még
- Apple system on chips, Apple tervezésű ARM alapú egylapkás rendszerű (SoC) processzorok, a cég fogyasztói elektronikai eszközeibe
- ARMv8-A magok összehasonlítása

## Fordítás
Ez a szócikk részben vagy egészben  az   Apple A7 című angol Wikipédia-szócikk ezen változatának fordításán alapul.  Az eredeti cikk szerkesztőit annak laptörténete sorolja fel. Ez a jelzés csupán a megfogalmazás eredetét és a szerzői jogokat jelzi, nem szolgál a cikkben szereplő információk forrásmegjelöléseként.